# Commonwealth District (distrikt i Grand Bassa County)
Commonwealth District är ett distrikt i Liberia. Det ligger i regionen Grand Bassa County, i den centrala delen av landet, 100 km sydost om huvudstaden Monrovia.